# Sollevamento pesi ai Giochi della XXI Olimpiade - Pesi mosca
La competizione della categoria pesi mosca (fino a 52 kg) di sollevamento pesi ai Giochi della XXI Olimpiade si è svolta il giorno 18 luglio 1976 all'Aréna Saint-Michel di Montréal.

## Regolamento
La classifica era ottenuta con la somma delle migliori alzate delle seguenti 2 prove:
- Strappo
- Slancio

Su ogni prova ogni concorrente aveva diritto a tre alzate. In caso di parità vinceva il sollevatore che pesava meno.

## Risultati
| Pos.    | Atleta                | Nazione          | Peso Atleta | Strappo | Strappo | Strappo | Strappo | Slancio | Slancio | Slancio | Slancio | Totale |
| Pos.    | Atleta                | Nazione          | Peso Atleta | 1       | 2       | 3       | Tot     | 1       | 2       | 3       | Tot     | Tot    |
| ------- | --------------------- | ---------------- | ----------- | ------- | ------- | ------- | ------- | ------- | ------- | ------- | ------- | ------ |
| Oro     | Aleksandr Voronin     | Unione Sovietica | 51,85       | 100,0   | 105,0   | 107,5   | 105.0   | 130,0   | 135,0   | 137,5   | 137.5   | 242,5  |
| Argento | György Kőszegi        | Ungheria         | 51,80       | 102,5   | 107,5   | 107,5   | 107.5   | 130,0   | 130,0   | 135,0   | 130.0   | 237,5  |
| Bronzo  | Mohammad Nassiri      | Iran             | 51,75       | 95,0    | 100,0   | 102,5   | 100.0   | 135,0   | 135,0   | 142,5   | 135.0   | 235,0  |
| 4       | Masatomo Takeuchi     | Giappone         | 51,50       | 100,0   | 105,0   | 107,5   | 105.0   | 127,5   | 132,5   | 132,5   | 127.5   | 232,5  |
| 5       | Francisco Casamayor   | Cuba             | 51,45       | 100,0   | 100,0   | 100,0   | 100.0   | 127,5   | 127,5   | 132,5   | 127.5   | 227,5  |
| 6       | Stefan Leletko        | Polonia          | 51,45       | 95,0    | 95,0    | 100,0   | 95.0    | 125,0   | 125,0   | 130,0   | 130.0   | 220,0  |
| 7       | Boleslav Pachol       | Cecoslovacchia   | 51,75       | 95,0    | 95,0    | 100,0   | 95.0    | 122,5   | 122,5   | 127,5   | 122,5   | 217,5  |
| 8       | Daniel Núñez          | Cuba             | 51,80       | 92,5    | 97,5    | 97,5    | 92,5    | 117,5   | 122,5   | 125,0   | 122.5   | 215,0  |
| 9       | Salvador del Rosario  | Filippine        | 51,70       | 90,0    | 95,0    | 95,0    | 90.0    | 122,5   | 122,5   | 127,5   | 122,5   | 212,5  |
| 10      | Im Jae-ho             | Corea del Nord   | 51,70       | 90,0    | 90,0    | 95,0    | 90,0    | 120,0   | 125,0   | 125,0   | 120.0   | 210,0  |
| 11      | Preecha Chiocharn     | Thailandia       | 51,75       | 90,0    | 90,0    | 95,0    | 90.0    | 115,0   | 120,0   | 125,0   | 120,0   | 210,0  |
| 12      | Narcisco Orán         | Panama           | 51,80       | 82,5    | 87,5    | 90,0    | 87,5    | 110,0   | 115,0   | 115,0   | 115,0   | 202,5  |
| 13      | Precious McKenzie     | Regno Unito      | 51,80       | 90,0    | 95,0    | 95,0    | 90,0    | 110,0   | 110,0   | 110,0   | 110,0   | 200,0  |
| 14      | Joanis Atanasiadis    | Grecia           | 51,70       | 87,5    | 92,5    | 92,5    | 87,5    | 110,0   | 110,0   | 110,0   | 110,0   | 197,5  |
| 15      | Porfirio de León      | Porto Rico       | 51,80       | 82,5    | 87,5    | 87,5    | 82,5    | 107,5   | 115,0   | 115,0   | 107,5   | 190,0  |
| 16      | Gustavo Quintana      | Colombia         | 51,50       | 80,0    | 80,0    | 80,0    | 80,0    | 105,0   | 112,5   | 112,5   | 105,0   | 185,0  |
| –       | Mustafa Abdel Halim   | Egitto           | 51,95       | 85,0    | 90,0    | 90,0    | 90,0    | 112,5   | 112,5   | 117,5   | -       | DNF    |
| –       | Lajos Szűcs           | Ungheria         | 51,55       | 95,0    | 90,0    | 90,0    | 95,0    | 130,0   | 130,0   | 132,5   | -       | DNF    |
| –       | Takeshi Horikoshi     | Giappone         | 51,65       | 100,0   | 105,0   | 105,0   | 100,0   | 122,5   | 122,5   | 122,5   | -       | DNF    |
| –       | Zygmunt Smalcerz      | Polonia          | 51,50       | 100,0   | 100,0   | 100,0   | -       | -       | -       | -       | -       | DNF    |
| –       | Rafael Ortega         | Rep. Dominicana  | 51,65       | 85,0    | 90,0    | 90,0    | -       | -       | -       | -       | -       | DNF    |
| –       | Anil Mondal           | India            | 51,85       | 85,0    | 85,0    | 85,0    | -       | -       | -       | -       | -       | DNF    |
| –       | San Lázaro de la Cruz | Rep. Dominicana  | 51,90       | 90,0    | 90,0    | 90,0    | -       | -       | -       | -       | -       | DNF    |